# Phormictopus dubius
Phormictopus dubius är en spindelart som först beskrevs av Chamberlin 1917.  Phormictopus dubius ingår i släktet Phormictopus och familjen fågelspindlar. Inga underarter finns listade i Catalogue of Life.